# Eustala albicans
Eustala albicans là một loài nhện trong họ Araneidae.
Loài này thuộc chi Eustala. Eustala albicans được Lodovico di Caporiacco miêu tả năm 1954.